# Лерна
Лерна е археологически обект в Гърция, датиращ от бронзовата епоха. Известен с намерената къща, покрита с керемиди от печена глина (Къщата с керемидите), датирана от Ранно-еладския период.
Намерените останки са открити в праисторическа могила с големи размери (около 180 m2), разположена на тясна ивица земя между морето и планините, по която е минавал пътят от Арголида към Южен Пелопонес.
В древногръцката митология е известна е като мястото на бърлогата на Лернейската хидра и един от входовете към Хадес.